# El Busto
El Busto è un comune spagnolo di 92 abitanti situato nella comunità autonoma della Navarra.